# 674

## Události
- Arabové za Umajjovského Chalífátu poprvé oblehli Konstantinopoli, obležení trvalo do roku 678 a bylo neúspěšné.

## Hlavy států
- Papež – Adeodatus (672–676)
- Byzantská říše – Konstantin IV. Pogonatos
- Franská říše
  - Neustrie & Burgundsko – Childerich II. (673–675)
  - Austrasie – Childerich II. (662–675)
- Anglie
  - Wessex – Cenwalh » Seaxburh » Æscwine
  - Essex – Sighere + Sebbi
  - Mercie – Wulfhere
- Bulharsko
  - Volžsko-Bulharský chán – Kotrag (660–700/710)